# IC 1342
IC 1342 — галактика типу Sc (компактна спіральна галактика) у сузір'ї Водолій.
Цей об'єкт міститься в оригінальній редакції індексного каталогу.